# Еухеніо Мена
Еухеніо Мена (ісп. Eugenio Mena, нар. 18 липня 1988, Він'я-дель-Мар) — чилійський футболіст, захисник клубу «Сантус».
Виступав, зокрема, за клуби «Сантьяго Вондерерс» та «Універсідад де Чилі», а також національну збірну Чилі.

## Клубна кар'єра
У дорослому футболі дебютував 2008 року виступами за команду клубу «Сантьяго Вондерерс», в якій провів три сезони, взявши участь у 91 матчі чемпіонату. Більшість часу, проведеного у складі «Сантьяго Вондерерс», був основним гравцем захисту команди.
Своєю грою за цю команду привернув увагу представників тренерського штабу клубу «Універсідад де Чилі», до складу якого приєднався 2010 року. Відіграв за команду із Сантьяго наступні чотири сезони своєї ігрової кар'єри. Граючи у складі «Універсідад де Чилі» також здебільшого виходив на поле в основному складі команди.
До складу клубу «Сантус» приєднався 2013 року. Відтоді встиг відіграти за команду з Сантуса 24 матчі в національному чемпіонаті.

## Виступи за збірну
У 2010 році дебютував в офіційних матчах у складі національної збірної Чилі. Наразі провів у формі головної команди країни 23 матчі, забивши 3 голи.

## Титули і досягнення
- Чемпіон Чилі: 2011А, 2011К, 2012А
- Володар Південноамериканського кубка: 2011
- Володар Кубка Чилі: 2012
- Переможець Ліги Пернамбукано: 2017
- Переможець Ліги Баїяно: 2018
- Чемпіон Аргентини: 2018/19

Збірні
- Переможець Кубка Америки: 2015, 2016